# ヴァンダービルト・コモドアーズ

ヴァンダービルト・カラーのSECのロゴ

ヴァンダービルト・コモドアーズ（Vanderbilt Commodores）は、アメリカ合衆国テネシー州ナッシュビルにあるヴァンダービルト大学のスポーツ競技チーム。NCAAディビジョンI所属。

## 概要
ヴァンダービルト大学にはNCAAに認可された男子6チーム、女子10チームの計16チームがあり、うち14チームがサウスイースタン・カンファレンス（SEC）に所属している。女子ラクロスチームはビッグ・イースト・カンファレンスに、ボウリングチームはサウスランド・ボウリング・リーグに所属している。

## 競技チーム
| 男子スポーツ                            | 女子スポーツ     |
| --------------------------------------- | ---------------- |
| 野球                                    | バスケットボール |
| バスケットボール                        | ボウリング       |
| クロスカントリー                        | クロスカントリー |
| フットボール                            | ゴルフ           |
| ゴルフ                                  | ラクロス         |
| テニス                                  | サッカー         |
|                                         | 水泳・飛込       |
|                                         | テニス           |
|                                         | 陸上†            |
| †屋外競技チームと室内競技チームがある。 |                  |

### 野球
1886年、ヴァンダービルト大学野球部が公式に発足した。カンファレンス内のライバルであったスワニーとの2試合で開始した。試合数が増えるにつれて人気も上がり、1921年に初めて1シーズンで20勝し、サザン・カンファレンス決勝戦で優勝した。1917年、1924年～1940年、1952年にナッシュビル・ヴォルズでコーチをしていたビル・シュワルツ監督がヴァンダービルトを全米に知らしめた。シュワルツ監督のコモドアーズは155勝112敗1引分で、ヴァンダービルト野球部史上3位に位置する。1968年から1978年、ラリー・シュミトウが監督を務め、1971年、コモドアーズは34勝19敗し、それ以降SECイースタン・ディヴィジョンで4年連続優勝した。1973年と1974年、シュミトウはSECカンファレンスで年間監督賞を受賞した。シュミトウは306勝252敗1引分でヴァンダービルト野球部史上2位に位置し、SECの選手20名をコーチし、うち14名がドラフト会議にかけられた。
2003年よりティム・コービンが監督を務めており、ジェレミー・ソワーズ、デイヴィッド・プライス、ケイシー・ウエザーズ、ソニー・グレイ、ジェンスン・ルイス、ペドロ・アルバレスなどの選手を輩出して全米で有名になり、ヴァンダービルト大学野球部はコービン監督のもと大きな成功をおさめている。2004年、NCAAスーパー・リージョナルズを突破し、『ベースボール・アメリカ』誌によると2005年のリクルーティングで全米トップとなり、2006年には再度NCAAに出場し、2007年、SECのレギュラー・シーズン、トーナメントで優勝した。2007年、様々な投票でほぼ第1位を獲得し、NCAAトーナメントで第一シードを獲得した。2011年、ランキング1位となり、SECレギュラー・シーズンで優勝した。同年、NCAA第6シードとなり、リージョナル、スーパー・リージョナルと勝ち進み、ついに初めてカレッジ・ワールドシリーズに出場した。メジャーリーグベースボールに12名がドラフトされ、オーバーン大学の11名の記録を抜いてSEC史上最高となった。
2014年、カレッジワールド・シリーズで初優勝し、ヴァンダービルト大学男子スポーツ史上初の全米優勝となった。

### バスケットボール

#### 男子バスケットボール
1893年2月7日、バスケットボール部が創立され、ナッシュビルYMCA戦で9対6で勝ち、これが初の大学バスケットボールの試合となった。1900年12月にW・D・ウェザーフォードが監督となりバスケットボールのチームが正式に組織されるまで数年かかった。最初の公式試合はナッシュビルYMCAとの3試合とナッシュビル・アスレチック・クラブとの1試合であった。同年、コモドアーズはYMCAとの1試合目に負けたが、この年の成績は2勝2敗となった。1948年から1958年、1960年から1961年、ボブ・ポークが初のフルタイムのバスケットボール監督に就任し、最初の現代的なバスケットボール・チームとなった。ポーク時代、初のスポーツ奨学生ビリー・ジョー・アドコックをリクルートし、のちにヴァンダービルト大学初の全米チーム選手となった。1982年から1989年、ヴァンダービルト大学はC・M・ニュートンを監督に迎え、チームをさらに強くした。スコット・ドラウド、バリー・ブッカー、バリー・ゴウエンが所属するニュートンの「爆弾チーム」による爆発的攻撃で高得点を打ち出した。1988年、NCAA男子バスケットボールトーナメントの上位16チームに残り、ウィル・パデューがSEC選手賞を受賞した。ニュートンはSEC監督賞を2回受賞し、これまでフィル・コックス、ジェフ・ターナー、フランク・コーネットを育てた。1990年から1993年、エディ・フォグラーが監督に就任し、ヴァンダービルトをナショナル・インヴィテーショナル・トーナメント(NIT)決勝戦に導き、ヴァンダービルト大学男子バスケットボール史上唯一の優勝となった。1992年、コモドアーズはデューク大学からの編入生ビリー・マカフリーの功績もあって3回目にして2015年現在最後のSEC優勝となった。現在ケヴィン・ストーリングスが8代目監督となっている。彼の指導によりNITに2回出場し、NCAAトーナメントの上位16位に入った。2004年、マット・フレイジが1,891得点し、コモドアーズ史上最高得点者となった。2000年代からヴァンダービルト大学はグレッグ・ラポイント、ラッセル・レイキー、スコット・ハンドリー、コリー・スミス、マリオ・ムーア、ジュリアン・テレル、シェーン・フォスター、デリック・バイアーズ(2007年SEC選手賞)、ジョン・ジェンキンス、フェスタス・エジーリ、ジェフリー・テイラーなど優秀な選手を生み出した。
2007年-2008年のシーズンで、チーム史上最高の1,378得点を記録した。ホームの記念体育館のみだと650点であった。上位16位に4回、上位8位に1回を含みNCAAトーナメントに計4回出場している。NITに11回出場し、1990年に優勝、1994年に準優勝した。1986年-1987年シーズンで3得点制になった際、ディヴィジョンIに出場していたプリンストン大学、ネバダ大学ラスベガス校と並ぶ3チームの1つであった。

#### 女子バスケットボール
1897年3月、女子バスケットボール部が創立された。当時5試合しか予定されなかったが、全国的に女子バスケットボールの人気が上がるにつれ試合数も増えていった。1977年から1980年、ジョー・ペッパーがパート・タイム監督となり現代的に、そして技術も向上していった。1980年から1991年、フィル・リーがチーム初のフルタイム監督となり、初年度となる1981年に20勝し、大学女子スポーツ協会(AIAW)に出場した。1984年、全米女子招致トーナメント(WNIT)決勝戦に出場し、1986年、ランキング20位となり、NCAA女子バスケットボールトーナメントに初出場した。すぐにSECトップ・チームの仲間入りをし、常に全米ランキングに入るようになった。1992年から2002年、ジム・フォスターが監督に就任し、さらに向上していった。彼の在任期間11シーズン中8シーズンでNCAAの上位16位に入った。1993年、上位4位に入ったが、のちに優勝校となるテキサス工科大学と対戦して敗退した。トーナメント前の投票では優勝候補第1位に選ばれていた。1993年、1995年、2002年の3回、フォスター監督のもとSECトーナメントで優勝した。2002年5月、メラニー・バルコムが4代目監督となった。6シーズンNCAAトーナメントに出場し、2004年と2007年、SECトーナメントで優勝した。
2007年-2008年シーズンで623得点を記録した。ホームの記念体育館のみだと344点であった。SEC3番目の記録となる20回NCAAトーナメントに出場し、うち12回上位16位に入っている。

### フットボール
1890年、初試合が行われ、ナッシュビル大学と対戦した。4年後、南部大学スポーツ協会を創立した7校の1つとなった。この頃南部の多くの大学の中でも強豪であった。1932年、サウスイースタン・カンファレンス(SEC)創立メンバーの1つとなった。オリジナルのSEC加盟校はアラバマ大学、フロリダ大学、ケンタッキー大学、ジョージア大学、ミシシッピ大学、テネシー大学、ミシシッピ州立大学、ルイジアナ州立大学、オーバーン大学、スワニー大学、テュレーン大学、ジョージア工科大学であった。主なライバルにはテネシー大学、ミシシッピ大学が挙げられる。
歴代監督のうち何人かは大学フットボールの殿堂に殿堂入りしている。うち何人かは一度離れてもここで培った功績を求めて戻ってきた。1904年から1917年および1946年から1948年のダン・マグギン、1936年から1939年のレイ・モリソン(学生時代は選手として所属)、1940年から1942年および1946年から1948年のレッド・サンダース、アラバマ大学の監督となる前のポール・ブライアント(通称ベア)などである。これまでの出身者のうち何人かがNFLのチームに入団した。クォーターバックで攻撃キャプテンだったジェイ・カトラーが最も有名である。2006年のNFLドラフトで全体11位でデンバー・ブロンコスに所属した。大学時代、彼は40試合以上連続で出場し、タッチダウンおよびラッシュ距離で記録を残した。

## 非公式チーム

### クラブ・ベースボール
2008年創立のヴァンダービルト大学クラブ・ベースボール・チームは全米クラブ・ベースボール協会(NCBA)ディヴィジョン1のミッド・アトランティック・カンファレンスのウエスト・ディヴィジョンで試合を行なった。2012年-2013年シーズン、ディヴィジョン内のアパラチアン州立大学、ノースカロライナ大学シャーロット校、ケンタッキー大学、テネシー大学、およびカンファレンス外の大学と試合を行なった。2012年-2013年シーズンでは1年生12名、2名の大学院最終学年を含む26名が在籍していた。

### ラグビー
1970年創立のヴァンダービルト大学ラグビー・フットボール・クラブは南東大学ラグビー・カンファレンスのディヴィジョン1に所属し、SECでの伝統的ライバルのテネシー大学やミシシッピ大学と対戦している。以前は強豪校が集まるディヴィジョン2に所属していた。毎年秋、ヴァンダービルト大学はオーク・リーフ杯トーナメントを主催している。ヘッドコーチはジェイムズ・スネルである。

## 全米優勝
2015年5月19日現在、ヴァンダービルト大学はNCAAで3回優勝している。
男子 (1回)
- 2014年、野球部(カレッジ・ワールドシリーズ、1回)

女子 (2回)
- 2007年、ボウリング部(NCAAボウリング・チャンピオンシップ、1回)
- 2015年、テニス部(NCAAディヴィジョンI女子テニス・チャンピオンシップ、1回)

## 歴史
ヴァンダービルトはSECの創立メンバーであり、また唯一の私立大学である。学部生6,400名で、SECで最少である。2番目に少ないミシシッピ大学はこの2倍の人数がいる。他校に比べて競技数が少なく、面白みに欠けるとされることもある。伝統的に男子女子テニスおよび男子女子バスケットボールが他種目に比べて強いが、近年では女子ラクロス、ボウリング、および歴史ある男子野球が安定して強い。フットボールは20世紀前半は強かったが、その後21世紀初頭にかけて低迷を続けた。2008年度、シーズンを勝ち進み、53年ぶりにボウル・ゲームで勝利した。2011年にジェイムス・フランクリンが監督に就任してからさらに再建し、ヴァンダービルト史上初めて2011年と2012年と連 続でボウル ・ゲームに出場した。2007年、女子ボウリングが全国制覇し、2014年、野球部がカレッジ・ワールドシリーズで優勝し、ヴァンダービルト大学の男子スポーツ・チーム初の全国制覇となった。

### 体育局の解散
2003年9月、ヴァンダービルト大学は体育局を解散させた。現在運動部は全ての学生組織および学生活動を管理する学生課の管轄となっている。そのためヴァンダービルトはディヴィジョンIで唯一独立した体育局がない。ゴードン・ギー学長はスポーツ中心の学生に対し、学生としての意義を再認識させるために大学の体育局の再編が必要と考えた末のことであった。

### マスコット
ヴァンダービルト大学スポーツ・チームのニックネームは、海運業で財を成したコーネリアス・ヴァンダービルト代将に因みコモドアーズ(「代将」の意)と名付けられた。ファンは「ドアーズ」と略して応援の際「ゴー・ドアーズ」と声をかけることもある。
「コモドア」という言葉は19世紀中期から後期に海軍で使用されていた。コモドア(代将)は戦艦の艦長で、captain より高く、admiral (海軍大将)より低い。しかし南北戦争まではアメリカ海軍で最高の地位であった。現存しない近い地位はrear admiral lower half (准将)である。(第二次世界大戦のイギリス海軍ではコモドアは護衛艦の艦長であった。代将はイギリス海軍では現在も使用されている。)
19世紀より「コモドア」という地位名が使用されるようになり、その時代に生存していたコーネリアスのニックネームとなった。1880年代からヴァンダービルトのマスコットは海軍将校であり、もみあげ、カットラス、19世紀の海軍の式服を装着している。

## スクール・カラー
スクール・カラーは黒と金である。これらの色が選ばれた理由はいくつかある。プリンストン大学の審判W・L・グランベリーにより黒とオレンジが与えられたのが始まりという説、コーネリアスに因み炭鉱業を表す黒、富を表す金色という説がある。
1930年代にこの疑問が持ち上がった際、1890年のフットボール部創立時からの数少ない関係者に尋ねたが誰もなぜ黒と金色が選ばれたのか覚えていなかった。理由はともかく1982年までにはコモドアーズは黒と金色で知られ、現在もヴァンダービルト大学のスポーツ・チームのファンはこの色の服を着る。

## 伝統およびライバル

### ライバル
ヴァンダービルト大学内のほとんどのチームで最古のライバルとなるのはテネシー大学である。またバスケットではケンタッキー大学もライバルとなる。二番目に古いライバルはミシシッピ大学のオール・ミスで、毎年「永遠のライバル」としてSECで対戦する。

### VUハンド・サイン
セルビアの三つ指の敬礼のように、親指、人差し指、中指の三本を立ててヴァンダービルト大学の略「VU」の形を作る。2003年、ヴァンダービルト大学のチアリーダーにより考案された。

### フットボール試合日の伝統
ヴァンダービルト大学フットボール部には多くの伝統がある。フットボールのロッカー室に掲げてある「Commodore Creed 」(モットー)を語る。ヴァンダービルト大学のスポーツ史を展示している「Corridor of Captains 」(通路)を通る。「Star Walk 」(歩道)をファン、チアリーダー、マーチング・バンドに見送られながら選手が通る。フィールドでマーチング・バンドが「Star V 」を形作る。得点するごとに海軍艦船の霧笛「Admiral 」が鳴る。マスコット「Mr. C 」が登場する。毎シーズン開幕時に新入生がフィールドを駆け抜ける「Anchor Dash 」が行なわれる。ホームで勝利するとフィールドに「Victory Flag 」が掲げられる。勝敗に関わらず「Alma Mater 」が歌われる。
応援歌
1924年、当時学生であったフランシス・クレイグがヴァンダービルト大学の応援歌として『Dynamite 』を作曲した。この曲は試合結果に関わらずヴァンダービルト大学の選手、熱狂的ファンの持つ力強さを表現している。

## 近年の成功
近年、ヴァンダービルト大学の運動部はより成功しており、2006年-2007年シーズンはヴァンダービルト大学運動部史上最高の年であった。この時ヴァンダービルト大学の16チームのうち7チームがそれぞれ上位25位にランクされた。女子ボウリングはNCAA決勝戦で優勝し、ヴァンダービルト大学史上初めてNCAA優勝となった。2014年、野球部がバージニア大学とカレッジ・ワールドシリーズで対戦して優勝した。2015年、女子テニス部がディフェンディング・チャンピオンのUCLAを破り初めて全米優勝した。

## 施設
キャンパス所有の施設を以下に示す:
- ヴァンダービルト・スタジアム、収容人数: 40,350人[20]
- 記念体育館、収容人数: 14,326人[20]
- ホーキンス・フィールド、収容人数: 3,700人[20]
- ヴァンダービルト・サッカー/ラクロス・コンプレックス、収容人数: 2,400人
- ブラウンリー・O・カリー・ジュニア・テニス・センター
- ヴァンダービルト・レジェンズ・クラブ・オブ・テネシー (キャンパス外のゴルフ・コース)